# La Dot
Pour l’article homonyme, voir La Dot (chanson).
La Dot est une nouvelle de Guy de Maupassant, publiée en 1884.
Dans cette nouvelle, Maupassant aborde de façon critique le thème de la dot.

## Historique
La Dot est une nouvelle d'abord publiée dans le journal Gil Blas du 9 septembre 1884, puis repris dans le recueil Toine.

## Personnages
- Jeanne Cordier
- Simon Lebrument
- Henry

## Résumé
Jeanne Cordier et Simon Lebrument se marient et partent pour Paris. Une fois dans la ville, ils décident d’aller déjeuner au boulevard des Italiens. Voulant économiser l’argent, ils prennent un omnibus. Simon, prétextant vouloir fumer une cigarette, monte sur le toit du véhicule, laissant Jeanne seule à l’intérieur de l’omnibus. Le véhicule démarre, et le voyage dure. Les passagers défilent. Peu à peu, l’omnibus se vide de ses passagers et, au terminus, Jeanne se retrouve seule : son mari n'est plus sur le toit de l'omnibus.
Jeanne questionne alors le conducteur qui lui apprend que Simon est descendu à un arrêt précédent. Elle mettra beaucoup de temps à comprendre que son mari n’était qu’un misérable, escroc , intéressé uniquement par sa dot. Avec l’argent qui lui reste, elle se rend chez son cousin de la Marine, Henry, qui comprend immédiatement la situation et prend Jeanne en charge.

## Édition
La Dot de Maupassant, Contes et Nouvelles, tome II, texte établi et annoté par Louis Forestier, éditions Gallimard, Bibliothèque de la Pléiade, 1979  (ISBN 978 2 07 010805 3)

## Note
1. ↑  Maupassant, Contes et Nouvelles, tome II, notice de Louis Forestier (pp. 1410-1411), éditions Gallimard, Bibliothèque de la Pléiade, 1979  (ISBN 978 2 07 010805 3)